# Tetrastemma bicolor
Tetrastemma bicolor är en djurart som tillhör fylumet slemmaskar, och som beskrevs av Ernest F. Coe 1901. Tetrastemma bicolor ingår i släktet Tetrastemma och familjen Tetrastemmatidae. Inga underarter finns listade i Catalogue of Life.